# Pesotum (Illinois)
Pesotum est un village du comté de Champaign dans l'Illinois, aux États-Unis,. Il est incorporé le 24 mai 1906. Le nom du village fait référence à un guerrier amérindien ayant participé à la bataille de Fort Dearborn.

## Démographie
Lors du recensement de 2010, le village comptait une population de 551 habitants. Elle est estimée, en 2016, à 534 habitants.

## Source de la traduction
- (en) Cet article est partiellement ou en totalité issu de l’article de Wikipédia en anglais intitulé « Pesotum, Illinois » (voir la liste des auteurs).